# Elfriede Kayser
Elfriede Kayser, auch Elfride (* 24. September 1903 in Hamburg; † 27. Februar 1988 ebenda) war eine deutsche Politikerin (GB/BHE).
Kayser absolvierte das Lyzeum und besuchte danach eine einjährige Handelsschule. Nach einer vierjährigen Tätigkeit im kaufmännischen Bereich, besuchte sie das sozialpädagogische Institut in Hamburg und erhielt die staatliche Anerkennung als Jugendwohlfahrtspflegerin. In Hanovermünden, Halle und Berlin war sie danach beruflich als Fürsorgerin tätig. Sie betrieb ab 1936 ein eigenes Kinderheim in Cuxhaven. Während des Zweiten Weltkrieges war sie fürsorgerisch in Hamburg tätig.

## Politik
Kayser trat in den GB/BHE ein. Sie war vom 6. Mai 1951 bis zum 5. Mai 1955 Mitglied des Niedersächsischen Landtages und war dort 1954/55 stellvertretende Vorsitzende der GB/BHE-Fraktion. Durch den Zusammenschluss des GB/BHE mit der Deutschen Partei (DP) wurde sie 1961 Mitglied der Gesamtdeutschen Partei (GDP).